# エリーザベト・フォン・デア・プファルツ (1618-1680)

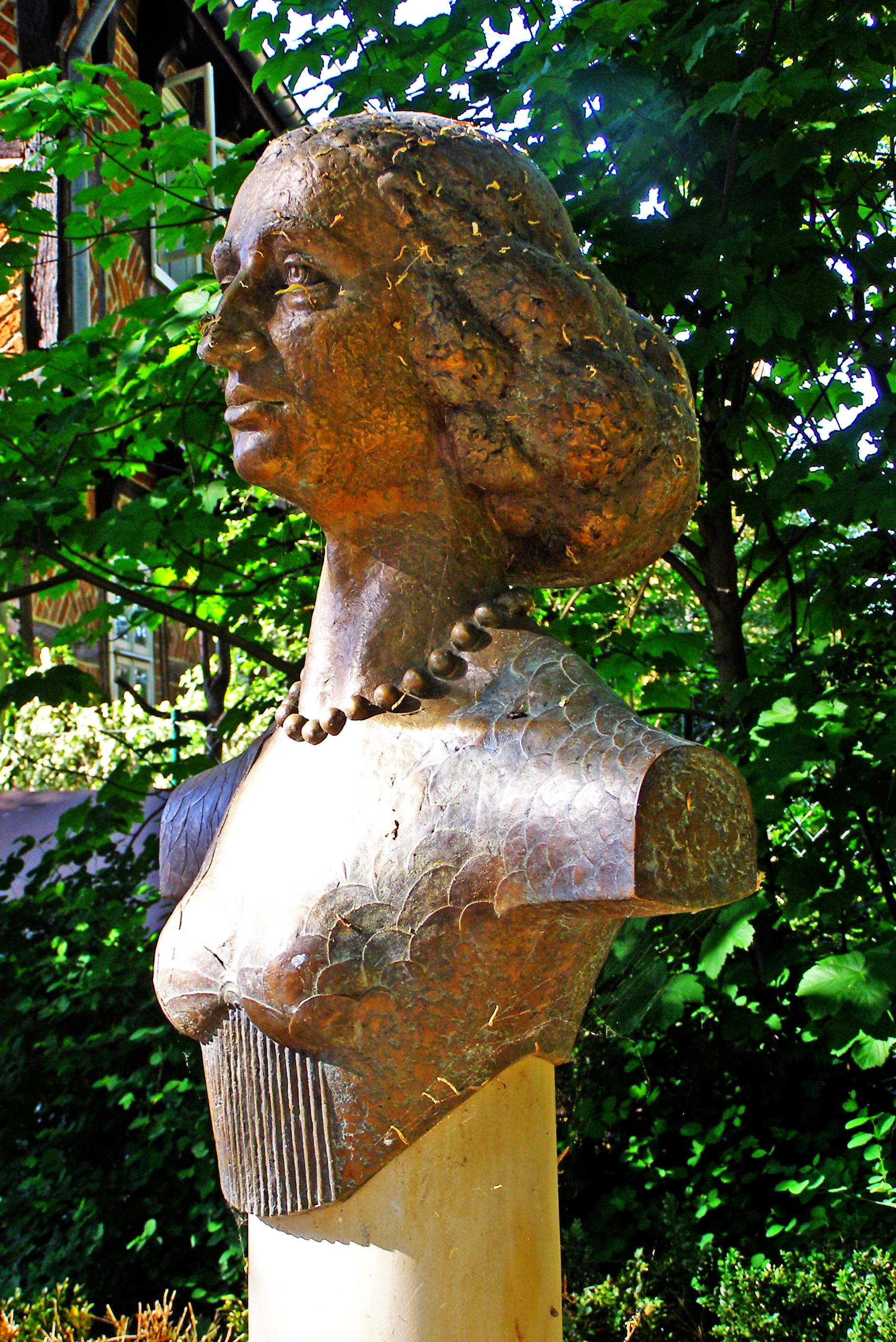
ヘルフォルト市街に置かれたエリーザベトの胸像

エリーザベト・フォン・デア・プファルツ（独：Elisabeth von der Pfalz, 1618年12月26日 - 1680年2月8日）は、ドイツのプファルツ＝ジンメルン家の公女で、帝国修道院の1つヘルフォルト女子修道院の修道院長（在任：1667年 - 1680年）。修道院長としてはエリーザベト3世（Elisabeth III. von Herford）と呼ばれる。またエリーザベト・フォン・ベーメン（Elisabeth von Böhmen）の名で呼ばれる場合もある。ルネ・デカルトとの哲学的な往復書簡で知られている。

## 生涯
プファルツ選帝侯フリードリヒ5世とその妻でイングランド王・スコットランド王ジェームズ1世の娘であるエリザベス・ステュアートの間の第3子、長女として生まれた。兄にプファルツ選帝侯カール1世ルートヴィヒ、弟にカンバーランド公ルパート（ループレヒト）、モーリス（モーリッツ）、プファルツ＝ジンメルン伯エドゥアルト、フィリップが、妹に画家ルイーゼ・ホランディーネ、ヘンリエッテ・マリー、ハノーファー選帝侯エルンスト・アウグスト妃ゾフィーがいる。またイングランド王チャールズ2世・ジェームズ2世兄弟は母方の従弟で、イギリス王兼ハノーファー選帝侯ジョージ1世は甥に当たる。
父がボヘミアの対立王に選ばれたために三十年戦争に巻き込まれ、亡命者として生涯を送ることとなった。1620年に父が自領プファルツをカトリック軍に占領されたため、オランダのデン・ハーグへ家族を連れて亡命したが、幼少時は父方の祖母ルイーゼ・ユリアナと共にハイデルベルクに残り、1627年にハーグへ移ってからは母エリザベスに養育された。ごく若くして亡命生活を強いられたことで、逆に本格的な学問に触れる機会を手に入れ、確固たる世界観を持つ女性に育った。家族からは古典語と学問好きをギリシャ人と揶揄されあまり仲が良くなかったが、画家ヘラルト・ファン・ホントホルストとオランダ人女性哲学者アンナ・マリア・ファン・シュルマンと知遇を得た。
エリーザベトは最初はシュルマンと、次いでフランス人哲学者のルネ・デカルトと交流を深め（1643年にデカルトのことを聞いてハーグから文通したのが始まり）、デカルトとは彼が亡くなるまで活発な文通を続け、デカルトの最も熱心な弟子の1人であった。1644年のデカルトの『哲学原理』はエリーザベトへ献じられている（献辞に「私の公けにした論文のすべてを完全に理解したのは王女ひとりである」と書いている）。また手紙ではマキャヴェッリの『君主論』の諭評を求めている。
更に三弟エドゥアルトが1645年にカトリックに改宗したことや、翌1646年に末弟フィリップが殺人容疑で逃亡したことに衝撃を受けて病気になった際、たびたびデカルトから手紙で励まされ回復した。流浪の身のエリーザベトは同年にハーグを退去、一時従弟のブランデンブルク選帝侯フリードリヒ・ヴィルヘルム（大選帝侯）の宮廷に逗留した。1649年のデカルトからの長い手紙の最後のものは、エリーザベトの母方の叔父であるイングランド王チャールズ1世の清教徒革命（イングランド内戦）による処刑についても悼む言葉を述べ、ヴェストファーレン条約の結果兄のカール1世ルートヴィヒはプファルツに復帰できるが、領地が半減になることに対しては半減しても価値がある物とエリーザベトに書き送っている。1650年に兄と共にハイデルベルクへ戻ったが、兄の離婚・再婚に憤慨して離れるなど、相変わらず家族とはしっくりいかなかった上、哲学論争でデカルトと対立したシュルマンと疎遠になり、スウェーデンへ招かれたデカルトが客死するなど、交友関係でも大きな喪失を迎えた。
その後は大選帝侯の妹でヘッセン＝カッセル方伯ヴィルヘルム6世に嫁いだヘートヴィヒ・ゾフィーを頼ってカッセルで暮らした。1634年から1635年にかけ、カトリック教徒のポーランド王ヴワディスワフ4世から求婚されたこともある。ヴワディスワフ4世はローマ教皇から特免状を取り付け、元老院にもエリーザベトとの結婚を承諾させたが、エリーザベトは国王にカトリックへの改宗を求められると、断固として拒絶したため破談となった。
1661年にヘルフォルト女子修道院の補佐修道院長となり、1667年に修道院長に就任した。そこで領地経営に手腕を発揮、殖産興業と修道院の図書室拡張に尽くし、修道女に勉学を勧めるなど文芸を振興した。また長い年月の間に、エリーザベトの精神には夢想的・神秘的な傾向が色濃くなり、1670年から1672年までラバディストを、その後はクエーカーをヘルフォルト修道院領に受け入れた。哲学者ニコラ・ド・マルブランシュやゴットフリート・ライプニッツとも交流を持ち、ラバディストに加わっていた旧友シュルマンを他のラバディストと共に匿い和解、クエーカー教徒でエリーザベトと文通し合っていたウィリアム・ペンは1676年と1677年に2度ヘルフォルトを訪問した時エリーザベトに歓迎され、彼女の死を悼む文章を残している。しかしエリーザベトの神秘思想に対する愛好は、敬虔なルター派信徒である修道院領内の住民たちとの紛争の種になった。ラバディストがヘルフォルトを退去したのもこうした軋轢が原因とされている。
1679年12月に重病に倒れ、末妹ゾフィーとライプニッツが見舞いに訪れたが回復せず、1680年2月8日に61歳で亡くなった。ヘルフォルトのミュンスター教会の祭壇床に墓と墓碑銘が残されている。エリーザベトの死後ライプニッツは彼との出会いで哲学に興味を抱いたゾフィーに宮廷哲学者として招かれ、姪ゾフィー・シャルロッテにも重用され、哲学への関心と学問奨励の精神はエリーザベトの次の世代に受け継がれていった。
姪の1人で兄の娘エリザベート・シャルロット（リーゼロッテ）は異母妹ルイーゼへ宛てた手紙で、懐かしい思い出話として晩年のエリーザベトの奇行を伝え、「侍女から受け取った使い古したバスタオルの穴をインキのシミが付いたと勘違いして叱り、間違いと分かり大恥をかいた」「夜間用の簡易便器をマスク代わりに顔に被る」「ボードゲームのバックギャモンをする時に盤に唾を吐いたり、サイコロを床に投げたり、まるで悪戯をして親に鞭打たれる子供のようになっていった」と振り返り、自分とエリーザベトに共通点があると語りながらも悲しい思い出として述べている。こうしたエリーザベトの奇行はプファルツ＝ジンメルン家を含むヴィッテルスバッハ家の血と関係があると考えられ、彼女に血が濃く出たのではないかと推測されている。

## 日本語訳
- 『デカルト=エリザベト往復書簡』山田弘明訳、講談社（講談社学術文庫）、2001年
- 『デカルト・エリザベト王女等の書簡集』フーシェ・ド・カレイユ編著、山田弘明訳、知泉書館、2023年